# Christos Germanos
Christos Germanos (in greco: Χρίστος Γερμανός; Limisso, 28 aprile 1974) è un ex calciatore cipriota, difensore.

## Carriera

### Nazionale
Tra il 2001 e il 2004 ha giocato 9 partite con la nazionale cipriota.

## Palmarès

### Club
- Campionato cipriota: 1

APOEL: 2003-2004